# Siwelele Football Club
Actualités
Siwelele FC est un club de football sud-africain basé à Pretoria. L'équipe a été formée suite au rachat du SuperSport United pour 50 millions de rands à la fin de la saison 2024-25 de Premiership,.

## Histoire
En juillet 2025, un consortium mené par Calvin Le John, fils du ministre sud-africain des Sports Gayton McKenzie, a racheté le titre sportif du SuperSport United Football Club, donnant ainsi naissance à un nouveau club.
Son ambition est de redonner à Bloemfontein une équipe de haut niveau, absente de la scène footballistique depuis la disparition du Bloemfontein Celtic.
Le nom Siwelele rend hommage à la mythique communauté de supporters du Celtic, même si la nouvelle structure ne possède aucun droit légal ou commercial lié à cette appellation,.

## Identité du club

### Couleurs
Le Siwelele FC arbore le vert et le blanc comme couleurs représentatives, un clin d’œil assumé au légendaire Bloemfontein Celtic, figure emblématique de la ville.
Le vert, largement présent sur les tenues et dans l’identité visuelle du club, incarne le renouveau du football local. Le blanc, pour sa part, reflète des idéaux de pureté, d’espérance et de pérennité sportive.

### Logo
En juillet 2025, le club a présenté son emblème : un blason rond portant le nom Siwelele et orné de motifs stylisés issus de la culture locale, notamment des tambours et des scènes de danse, autant de références à l’énergie et aux traditions de sa communauté de supporters.

## Stade
Pour l’exercice 2025-2026, l’équipe disputera ses rencontres à domicile au Lucas Moripe Stadium, situé à Pretoria, qui servira de terrain provisoire.

## Personnalités du club

### Présidents
| Nom            | Période |
| -------------- | ------- |
| Calvin Le John | 2025-   |

### Entraîneur
Le tableau suivant liste les entraîneurs de l'équipe première du club.
| Nom               | Période |
| ----------------- | ------- |
| Lehlohonolo Seema | 2025-   |